# Ernst Catenhusen

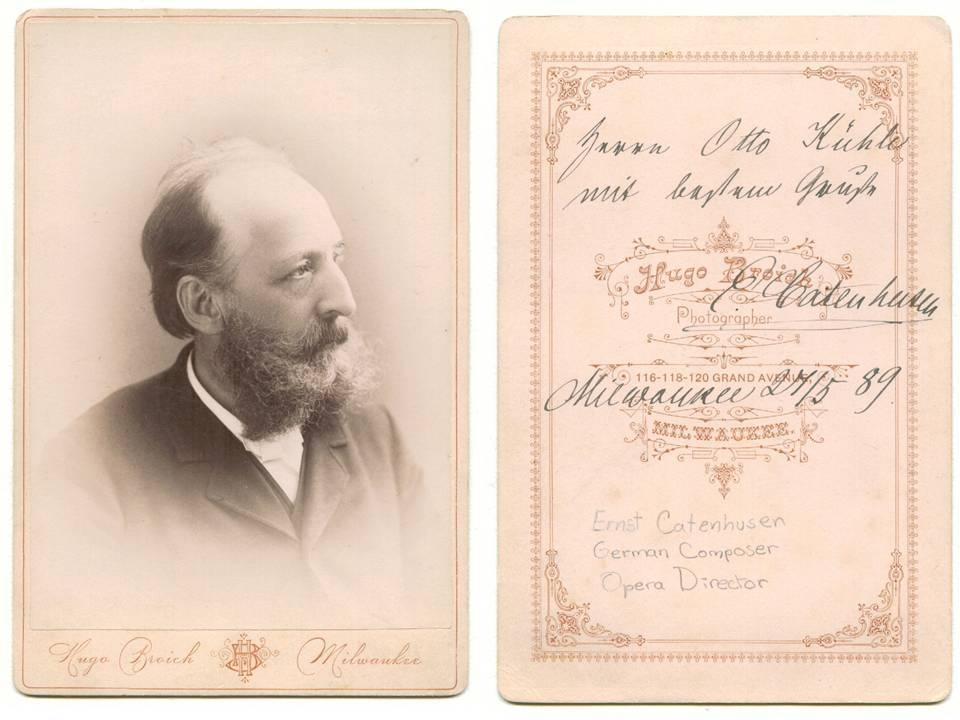
Ernst Catenhusen

Ernst Catenhusen (* 26. Oktober 1841 in Ratzeburg; † 9. Mai 1918 in Berlin) war ein auch in den USA tätiger deutscher Dirigent und Komponist.

## Leben
Catenhusen war der Sohn des Ratzeburger Superintendenten Carl Friedrich Wilhelm Catenhusen. Nach Abschluss der Lauenburgischen Gelehrtenschule ging er an die Universität Göttingen, um Jura zu studieren. Stattdessen hörte er jedoch nur Philosophie, Geschichte und Literatur.
Er zog nach Leipzig, um sich ganz der Musik zu widmen, und zog von da nach Hamburg, um zweieinhalb Jahre bei Ignaz Lachner zu studieren. Sein erstes Engagement hatte Catenhusen 1862 in Wesel. Von 1863 bis 1865 ging er als II. Kapellmeister und Chordirektor an das Neue Stadttheater in Riga, wo er auch Dirigent der Liedertafel war. Darauf war er als Erster Kapellmeister nacheinander in Lübeck, Königsberg, Chemnitz, Köln, Hamburg (am Thalia-Theater) und Berlin (Friedrich-Wilhelm-Städtisches Theater) tätig.
1881 wurde er an das Thalia-Theater in New York City engagiert und wechselte im folgenden Jahr als Kapellmeister und Oberregisseur an das neue Casino-Theater. 1884 erhielt er einen Ruf als Dirigent des Musikvereins in Milwaukee, wo er 1886 das große Sängerfest des Nordamerikanischen Sängerbundes leitete. Ab 1887 war er als Gesanglehrer und Komponist in Chicago tätig.
Später kehrte er nach Deutschland zurück.

## Werke
- Ännchen von Tharau, Romantische Oper in drei Aufzügen (1870, Libretto von Julius Stinde, aufgeführt in Lübeck), Textbuch-Digitalisat
- Musik zu Schauspielen:

- Ludwig der Eiserne, von Rost
- Prinzessin Snewitichen, Der Rattenfänger von Hameln und Frau Holle, von Karl August Görner
- Zwei Tage Dichterjugend, von Pilzer
- Figaros Hochzeit, von Pierre Augustin Caron de Beaumarchais/Franz von Dingelstedt

- Ouvertüre zur Jungfrau von Orleans
- Kantate zur Feier der Befreiungsschlacht bei Leipzig
- Streichquartette
- Lieder, Chöre